# Prosta reja
Prôsta ali pášna rêja je eden izmed mogočih načinov vzrejanja domačih živali, ki se ga omenja v glavnem pri reji perutnine, največkrat domače kokoši. Pridevnik prosta (pašna) se daje reji, kjer kokoši noči preživljajo v zaprtih prostorih (recimo hlevu ali kokošnjaku), podnevi pa se jih spusti na prosto, kjer navadno pretikajo in brskajo po pašnih površinah.
V skladu s pravilniki se v Sloveniji jajca kokoši nesnic, ki so jih gojili v okviru proste reje, označuje z zaporedno številko 1, identifikacijska koda obenem vsebuje tudi oznako države porekla in registrsko številko proizvajalca. V preteklosti, še pred slabimi petimi desetletji, je bila pašna reja zelo pogost način vzrejanja perjadi, dandanes pa je redka in obsega zgolj 2 % proizvodnje (najbolj razširjena je še vedno baterijska reja z 61 %, sledi hlevska z 36 %, na koncu je ekološka z 1 %). Skupaj s hlevsko in ekološko spada prosta reja med alternativne načine reje kokoši, ki jih ločujemo od baterijske reje.

## Značilnosti
Ta način reje se velikokrat uporablja za vzrejanje manjših perutninskih jat, ki so za program proste reje še posebej primerne. Za pašno rejo je značilno, da imajo živali v dnevnih urah vselej možnost izhoda na prosto, pri čemer obstajajo določene situacije, ko je ta v tem času onemogočen (na primer veterinarski razlogi in druge izredne okoliščine). Predpisane pašne površine porašča rastlinje, pravilniki pa dovoljujejo uporabo istega zemljišča za rast sadnih in gozdnih dreves, ob privolitvi UVHVVR celo prirejo živine. Površina izpustov se mora skladati z gostoto naseljenosti, značilnostmi terena, dovoljevati umik pred padavinami, biti ograjena in zverem ter drugim mesojedom ne sme omogočati dostopa.
Med numerične smernice med drugim spada maksimalna obremenitev kokošjega pašnika, ki dovoljuje največ 2500 glav perjadi na hektar pašne površine (z drugimi besedami, žival mora imeti minimalno 4 m2 prostora). Praviloma velja, da lahko pašnik sega maksimalno 150 m stran od najbližjega hlevskega vhoda, izjemoma 350 m, kadar rejec postavi dovolj dobro razporejenih napajalnikov in nadstreškov (vsaj 4 nadstreški na 1 hektar pašne površine).
Slovenska zakonodaja za opremljenost hleva/kokošnjaka pri pašni reji predpisuje enake smernice, kot se uporabljajo pri hlevski oziroma talni reji. Posebnosti zaprtih prostorov pašne reje so omejene predvsem na urejenost prehoda med pašnimi površinami in hlevsko notranjostjo. Predpisano je večje število izhodov (dimenzije 35 cm visoko in 40 cm široko), razporejenih vzdolž celotne dolžine kokošnjaka (kurnice), ki kokošim omogočajo neposreden prehod v zunanjost. Velja skupna odprtina veličine 2 m na 1000 glav perjadi. Pri vzreji manjših jat je dovolj, da so kokošja krmišča in napajališča zgolj v hlevski notranjosti.
Posebnost, ki se jo pogosto uporablja v okviru pašne reje manjših kokošjih jat, so premični oziroma mobilni kokošnjaki. Smisel takšnih zgradb je namreč, da se jih periodično prestavlja (ročno ali z vozili) po pašnih površinah, ki so razdeljene na več delov. Popasene predele pašnika se lahko ogradi s premičnim električnim pastirjem in tako rastlinju omogoči, da se obnovi, medtem ko kokoši prosto pretikajo sveže pašne površine. Nepremični (fiksni) kokošnjaki so sicer navadno precej večji od premičnih (npr. hlevi), a so zato pašne površine neposredno ob kurnici podvržene večjemu objedanju. Tudi ob uporabi nepremičnih kokošnjakov se lahko izvaja kroženje, pri čemer se vstop na popasene površine začasno onemogoči, da se lahko rastlinski pokrov obnovi. Deloma lahko obrabo pašnika prepreči prisotnost petelina, ki svoje kokoši popelje tudi dlje od hleva.